# Akkerbedstro
Akkerbedstro (Asperula arvensis) is een eenjarige, kruidachtige plant uit de sterbladigenfamilie (Rubiaceae). De soort staat op de Nederlandse Rode lijst van planten als uitgestorven en niet meer voorkomend in Nederland. Komt een enkele keer nog wel voor als adventief. De soort komt van nature voor in Zuid- en Midden-Europa, Zuidwest-Azië en Noord-Afrika en is van daaruit verspreid naar Noord-Amerika. Het aantal chromosomen is 2n = 22.
De plant wordt 5 - 30 cm hoog en heeft rechtopgaande stengels. De lijn- tot lancetvormige, aan de rand ruwe bladeren staan in kransen van 6 - 8 en hebben één nerf. De onderste kransen bestaan uit vier bladeren.
Akkerbedstro bloeit in mei en juni met blauwe bloemen, die in bloemhoofdjesachtige bloeiwijzen zitten en korter zijn dan de buitenste, lang gewimperde schutbladen. De vier kroonblad zijn 4 tot 6 mm groot. De kroonbuis is langer dan de vier niet vergroeide kroonbladpunten.
De vrucht is een splitvrucht met bruine, 2 tot 3 mm grote, gladde splitvruchtjes.
De plant komt voor op zonnige, matig voedselrijke, kalkrijke, lemige grond in graanakkers en op ruderaal terrein.

## In andere talen
- Duits: Acker-Meier, Acker-Meister
- Engels: Blue woodruff
- Frans: Asperule des champs